# スパルタ王
スパルタ王（スパルタおう）は、古代ギリシアにおいてペロポネソス半島のラコニア地方にあった都市国家スパルタの君主の称号である。

## 概要
スパルタは、始祖のエウリュステネスとプロクレスが双子だったことから、この二人の血統であるアギス家とエウリュポン家の二家の世襲の王を戴いていた。その一方で、監督官の存在によって王の権限は立憲君主制の君主のように大きく制限されていた。王の権利は軍の指揮権、会戦時に右翼に陣取って指揮する権利（右翼は最も危険な場所であり、その分そこを占めることは名誉とされていた）、祭事に関する諸権利などであった。

## スパルタ王の一覧

### 神話時代
1. レレクス
2. ミュレス
3. エウロタス
4. ディオン
5. ラケダイモン
6. アミュクラス
7. アルガロス
8. キュノルタス
9. ペリエレス
10. オイバロス
11. テュンダレオース
12. ヒッポコオーン
13. テュンダレオース（復位）
14. メネラオス
15. オレステース
16. ティーサメノス
17. アリストデーモス

### アギス朝
1. エウリュステネス （紀元前930年）
2. アギス1世 （紀元前930年-紀元前900年）
3. エケストラトス （紀元前900年-紀元前870年）
4. レオボテス （紀元前870年-紀元前840年）
5. ドリュッソス （紀元前840年-紀元前820年）
6. アゲシラオス1世 （紀元前820年-紀元前790年）
7. アルケラオス （紀元前790年-紀元前760年）
8. テレクロス （紀元前760年-紀元前740年）
9. アルカメネス （紀元前740年-紀元前700年）
10. ポリュドロス （紀元前700年-紀元前665年）
11. エウリュクラテス （紀元前665年-紀元前640年）
12. アナクサンドロス （紀元前640年-紀元前615年）
13. エウリュクラティデス （紀元前615年-紀元前590年）
14. レオン （紀元前590年-紀元前560年）
15. アナクサンドリデス （紀元前560年-紀元前525年）
16. クレオメネス1世 （紀元前520年-紀元前489年）
17. レオニダス1世 （紀元前489年-紀元前480年）
18. プレイスタルコス （紀元前480年-紀元前458年）
19. プレイストアナクス （紀元前458年-紀元前409年）
20. パウサニアス （紀元前409年-紀元前395年）
21. アゲシポリス1世 （紀元前394年-紀元前380年）
22. クレオンブロトス1世 （紀元前371年-紀元前380年）
23. アゲシポリス2世 （紀元前371年-紀元前369年）
24. クレオメネス2世 （紀元前369年-紀元前309年）
25. アレウス1世 （紀元前309年-紀元前265年）
26. アクロタトス （紀元前265年-紀元前262年）
27. アレウス2世 （紀元前262年-紀元前254年）
28. レオニダス2世 （紀元前254年-紀元前243年）
29. クレオンブロトス2世 （紀元前243年-紀元前240年）
30. レオニダス2世 （紀元前240年-紀元前235年）
31. クレオメネス3世 （紀元前235年-紀元前222年）

### エウリュポン朝
1. プロクレス （紀元前930年）
2. ソオス （？-紀元前890年）
3. エウリュポン （紀元前890年-紀元前860年）
4. プリュタニス （紀元前860年-紀元前830年）
5. ポリュデクテス （紀元前830年-紀元前800年）
6. エウノモス （紀元前800年-紀元前780年）
7. カリラオス （紀元前780年-紀元前750年）
8. ニカンドロス （紀元前750年-紀元前720年）
9. テオポンポス （紀元前720年-紀元前675年）
10. ゼウクシデモス （紀元前645年-紀元前625年）
11. アナクシダモス （紀元前625年-紀元前600年）
12. アルキダモス1世 （紀元前600年-紀元前575年）
13. アガシクレス （紀元前575年-紀元前550年）
14. アリストン （紀元前550年-紀元前515年）
15. デマラトス （紀元前515年-紀元前491年）
16. レオテュキデス （紀元前491年-紀元前476年）
17. アルキダモス2世 （紀元前476年-紀元前427年）
18. アギス2世 （紀元前427年-紀元前401年/紀元前400年）
19. アゲシラオス2世 （紀元前401年/紀元前400年-紀元前360年）
20. アルキダモス3世 （紀元前360年-紀元前338年）
21. アギス3世 （紀元前338年-紀元前331年）
22. エウダミダス1世 （紀元前331年-紀元前305年）
23. アルキダモス4世 （紀元前305年-紀元前275年）
24. エウダミダス2世 （紀元前275年-紀元前245年）
25. アギス4世 （紀元前245年-紀元前241年）
26. エウダミダス3世 （紀元前241年-紀元前228年）
27. アルキダモス5世 （最後のエウリュポン家の王）（紀元前228年-紀元前227年）
28. エウクレイダス （アギス家の出）（紀元前227年-紀元前221年）

### セッラシア以降
紀元前222年のセラシアの戦いでの決定的敗北によりクレオメネス戦争に敗れると、スパルタの国家制度は崩壊へと向かい、クレオメネス3世のエジプトへの亡命によって紀元前221年から紀元前219年の間スパルタは空位時代となった。アゲシポリス3世とリュクルゴスが紀元前219年に王位に就いたことによってこの混乱は収まったが、その後も混乱は続き、最後はナビスの死と共にスパルタはアカイア同盟に吸収され、独立を失った。
- アゲシポリス3世（アギス朝最後の王） （紀元前219年-紀元前215年）
- リュクルゴス（非王族）（紀元前219年-紀元前210年）
- マカニダス（ペロプスの後見人）（紀元前210年-紀元前207年）
- ペロプス（リュクルゴスの子）（紀元前210年-紀元前206年）
- ナビス（紀元前206年-紀元前192年）
- ラコニクス（紀元前192年）